# Scapriano
Scapriano è una frazione del comune di Teramo.
Il paese è sito a 2 km dal centro storico del capoluogo, verso monte.
A Scapriano ha sede anche il Palazzetto dello Sport di Teramo (il PalaScapriano) dove gioca le sue partite la squadra di serie A della pallacanestro teramana, la Teramo Basket.

## Storia
Sede di un antico castello nella limitrofa Poggio delle Vitice di cui non si hanno molte notizie, Scapriano è stato per molto tempo il luogo di passaggio del percorso tra Teramo e Campli e di quei verso Civitella del Tronto ed Ascoli Piceno. 

Il primo documento che cita Scapriano (chiamato con il nome di "Casale"), risale all'891 quando Scapriano compare in una donazione fatta dal conte Adelberto al vescovo aprutino Giovanni dandogli dei fondi con case, alberi, vigne e selve in ipso Casale (di Fonte Coperta), et in alio Casale quod nominatur Scapriano.... 
 
Scapriano è citato poi nel Cartulario, nel quale si informa che nel 926 fu fatta una donazione da Manfredi, conte di Aprutium, alla chiesa di Santa Maria aprutina, di alcuni beni in Scapriano, Vitice (o Piano delle Vetiche), Foliciano e Comecciano.
Il 14 marzo 2005 muore a Scapriano il vescovo emerito di Teramo-Atri, monsignor Abele Conigli, che vi si era trasferito al termine del suo servizio episcopale nel 1988.

## Architetture religiose

### Chiesa di San Martino
Costruita intorno all'anno Mille, l'antica chiesetta di San Martino, fu conferita a Scapriano il 14 marzo 1274 dal diacono Ruggero, preposto aprutino, insieme ad altri sedici canonici. 

Nel gennaio 1817 vi furono seppelliti "moltissimi morti" che vi vennero trasportati dalle diverse parrocchie della città di Teramo: la Cattedrale, lo Spirito Santo, il Carmine ed altre. 

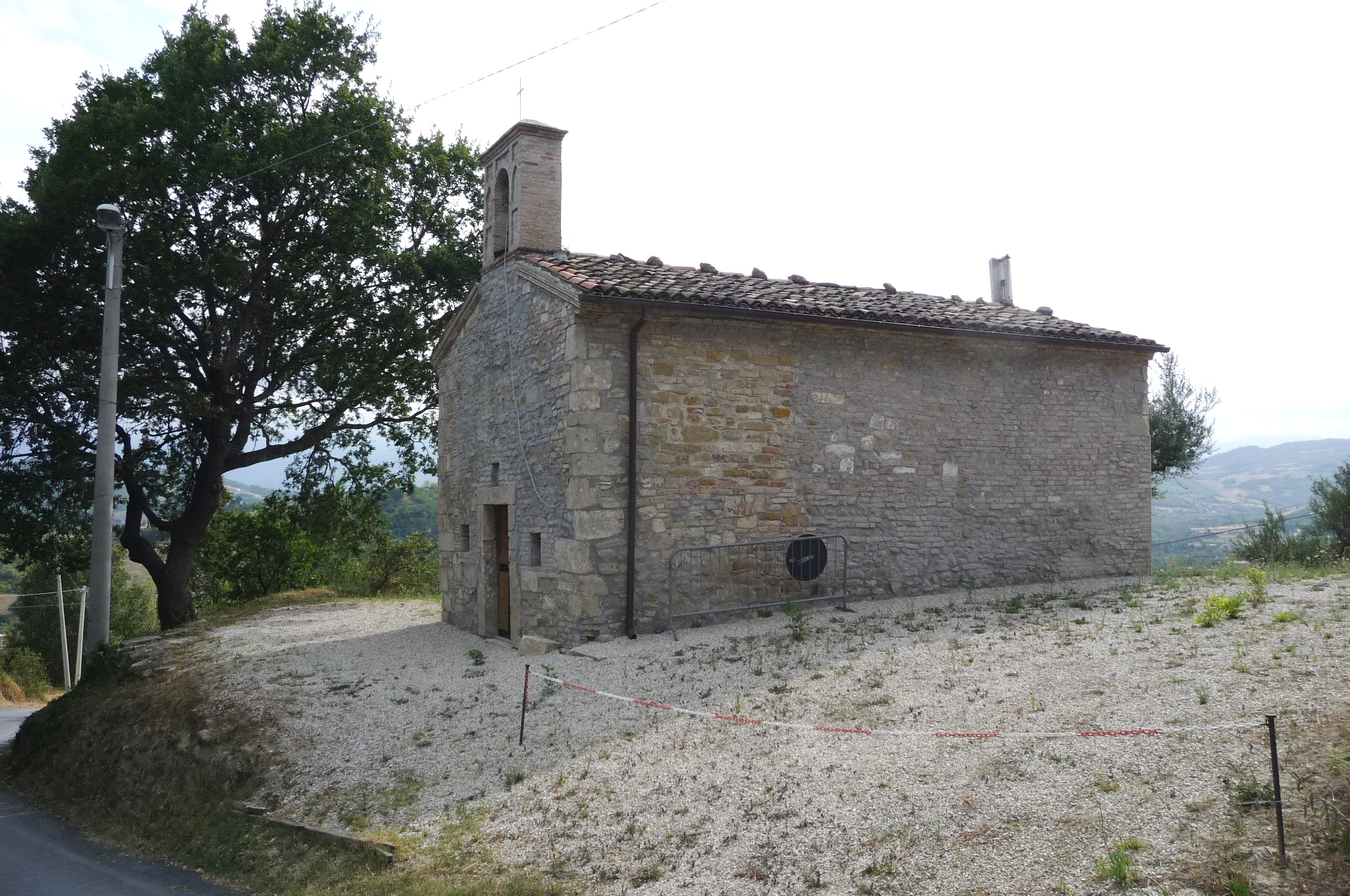
La chiesa di San Martino (Scapriano)

Era, il 1817, l'anno della fame in cui i morti furono numerosissimi a causa di una stagione precedente climaticamente sfavorevole all'agricoltura (nel mese di giugno 1816, a causa dell'insolito freddo, i contadini avevano dovuto addirittura riaccendere i camini...). 

A San Martino vi era stato seppellito anche Vitantonio Narcisi, uno dei tre sicari che, il 10 agosto 1848 uccisero Pantaleone Binni, parroco di Guardia Vomano. L'omicida era stato condannato dalla Gran Corte Criminale di Teramo il 29 aprile 1851 e giustiziato il giorno successivo a mezzo decapitazione, sul ponte Vezzola "nel luogo pubblico destinato per le esecuzioni". 

La chiesetta è stata chiamata anche Chiesa del Viandante perché adiacente al vecchio percorso Teramo-Campli e perché vi era possibile, grazie alle presenza di due finestrelle poste sulla facciata, di poter pregare senza entrare all'interno. 

Chiusa al culto nel 1963, l'edificio sacro entrò in stato di abbandono. È stato recentemente restaurato grazie all'impegno personale di un gruppo di volontari locali e riaperto al culto l'11 novembre 2003 (giorno di san Martino appunto) dal vescovo monsignor Vincenzo D'Addario. Approfondimenti

### Chiesa di San Silvestro
Un'altra chiesa citata da fonti storiche è quella di San Silvestro. 
Nel 1374 il Papa Gregorio XI conferiva la prepositura di San Salvatore di Leognano a Marcio Muzio, canonico della chiesa aprutina, a seguito della rinunzia fatta da Nicola di Leognano che aveva preferito trasferirsi alla chiesa di San Silvestro di Scapriano e a Chiesa di Santa Maria de Praediis della diocesi Aprutina.

### Chiesa di San Giovanni
Scapriano è storicamente citata anche l'esistenza della chiesa di San Giovanni (4° volume, pg. 12, dallo storico e canonico Niccola Palma).

## La valle del Vezzola
Appena a valle di Scapriano il torrente Fosso Grande confluisce nel torrente Vezzola. 
Sul Vezzola, oltre all'esistente ponte in muratura detto Ponte Vezzola, si può ancora osservare il vecchio ponte che gli abitanti locali chiamano Ponte de lu stucc il cui nome probabilmente deriva dai Regi Stucchi, ossia le concessioni assegnate per i pascoli.
La valle del Vezzola è infatti una via utilizzata dai pastori per condurre le pecore da monte a valle e viceversa (transumanza).